# Milan Stanković
Milan Stanković (srpski: Милан Станковић; Beograd, 9. rujna 1987.) je srpski pop-folk pjevač i predstavnik Srbije na Eurosongu 2010. Široj javnosti postao je poznat nakon nastupa u Zvezdama Granda 2007. u kojem je zahvaljujući brojnim glasovima publike stigao do superfinala.  Za predstavnika Srbije izabran je tijekom natjecanja 3 pa 1 za Oslo s pjesmom Gorana Bregovića Ovo je Balkan. Pjesma je pobijedila dobivši ukupno 58.428 glasova gledatelja.
U popularnoj televizijskoj emisiji Zvezde Granda je bio među favoritima za pobjedu, međutim mjesto pobjednika mu je preuzeo njegov kolega Dušan Svilar. U emisiji je nastupao s raznim pjesmama, koje su bile pop ili rock žanra, a njihovi prvobitni izvođači su bili Zdravko Čolić, Željko Samardžić itd. Naročitu popularnost je stekao izvodeći pjesmu Zdravka Čolića „Krasiva“. Njegov zaštitni znak je njegova frizura koja je gotovo jedinstvena na estradnoj sceni u Srbiji.
Godine 2007. njegovi singlovi se pojavljuju na kompilacijskim diskovima  Zvezda Granda (u nakladi od 100.000 primjeraka). U svibnju 2009. izašao je njegov debitantski album Solo, koji se prodao u 50.000 primjeraka.

## Diskografija
- 2009. - Solo
- 2015. - Milan